# Peter Schink
Peter Schink est un monteur, producteur et scénariste américain.

## Filmographie
Comme monteur
- 1988 : Lethal Pursuit
- 1991 : À plein tube ! (The Dark Backward)
- 1994 : The Stöned Age
- 1994 : À toute allure (The Chase)
- 1995 : Chien d'élite (Top Dog)
- 1995 : Skinner
- 1996 : Barb Wire
- 1998 : All About Sex (en) (Denial)
- 1998 : C'est pas mon jour ! (Thursday)
- 1999 : Detroit Rock City
- 2001 : Without Charlie
- 2002 : Night at the Golden Eagle

Comme producteur
- 2001 : Without Charlie
- 2002 : Night at the Golden Eagle

Comme scénariste
- 2005 : Gotham Cafe